# Rabszolgaság Románia területén
Rabszolgaság a mai Románia területén a 13.-14. század, azaz a Havasalföldi és Moldvai fejedelemségek megalapításától kezdve létezett, egész az ennek szakaszos eltörléséig, ami az 1840-es és 1850-es években kezdődött, a román szabadságharc (Orosz–török háború) és a Havasalföld és Moldva fejedelemségek 1859-i egyesülése előtt került sorra, valamint Erdélyben és Bukovinában (ekkoriban a Habsburg Birodalom  részei) 1783-ban. A rabszolgák nagyrészt roma származásúak voltak, miközben Moldvában tatár etnikumú rabszolgák is éltek, akik valószínűleg a nógai és krími tatárok elleni háborúk foglyai és azok leszármazottai voltak.
A roma rabszolgák a bojárok (arisztokraták), ortodox kolostorok vagy az állam tulajdonát képezték. Kovács-, ötvös- és mezőgazdasági munkásként használták őket, valamint amikor a fejedelemségek urbanizálódtak, cselédként is szolgáltak.
A rabszolgaság eltörlését a felvilágosodás eszméi által befolyásolt fiatal forradalmárok kampánya végén érték el. Mihail Kogălniceanu, aki a moldovai rabszolgaság eltörléséről szóló törvénytervezetet dolgozta ki, továbbra is az eltörléshez kapcsolódó név. 1843-ban a Havasalföldi állam felszabadította rabszolgáit és 1856-ban mindkét fejedelemségben a hátralévő rabszolgákat is felszabadítottak. Sokan a korábbi  romániai roma rabszolgák közül kivándoroltak, többek között az Egyesült Államokba.

## Fordítás
Ez a szócikk részben vagy egészben  a   Slavery in Romania című angol Wikipédia-szócikk ezen változatának fordításán alapul.  Az eredeti cikk szerkesztőit annak laptörténete sorolja fel. Ez a jelzés csupán a megfogalmazás eredetét és a szerzői jogokat jelzi, nem szolgál a cikkben szereplő információk forrásmegjelöléseként.